# Manuel Ruiz Hernández
Manuel Ruiz Hernández (Madrid, 27 de octubre de 1934) es un enólogo español.

## Biografía
Cursó sus estudios de bachillerato en la ciudad de Zamora. Posteriormente estudió la carrera profesional en la Escuela de Ingeniería Técnica Agrícola de Madrid, entre los años 1954 y 1957. En 1958 aprobó la oposición al Cuerpo de Ingenieros Técnicos Agrícolas del Estado.
Durante los años 1959 y 1960 fue becario en la Estación Enológica de Villafranca del Panadés (Barcelona), donde se especializó como enólogo en el área de vinerías bajo la dirección de Cristóbal Mestre Artigas.
Su primer y único destino oficial fue la Estación Enológica de Haro (La Rioja), en la que trabajó entre los años 1960 y 2004 y de la que fue director Interino en el período 1982-1985.
Su labor investigadora abarca múltiples temas relacionados con la viticultura y la enología, en su mayor parte relacionados con La Rioja.
Uno de los primeros y más significativos trabajos que elaboró fue una clasificación de las zonas de producción de viña de la Rioja a partir del carácter geológico de los suelos de los viñedos. Como resultado, definió tres subzonas fundamentales de diferenciación vitivinícola: Rioja arcillo-calcárea, Rioja aluvial y Rioja arcillo-ferrosa. Esta clasificación se ajustaba con mayor exactitud a la realidad enológica que las clasificaciones clásicas basadas en los términos de Rioja Alavesa, Alta y Baja.
Las principales líneas de investigación que ha desarrollado son las siguientes:
- Comportamiento de las bajas presiones sobre medios infectados por diversas especies de levaduras. Efecto selectivo. “Low pressure in wine making”.
- Hipótesis infectiva/reactiva. La supervivencia de especies de levaduras en un medio tiene lugar selectivamente sobre la base de variantes mínimas del receptor. Este hallazgo supera la idea de ser las especies de levadura consecuencia geoclimática únicamente.
- Los medios con capacidad enzimática oxidativa propician el desarrollo de levaduras con potencia ADH.
- El cambio climático, considerado desde 1939 hasta 2007, expresa un empobrecimiento de levaduras ambientales. Las remanentes resisten más al calor, tienen más poder fermentante, menos capacidad oxidativa, menos resistencia a concentraciones mayores de sal y de glucosa, menor actuación sobre ácido cítrico y mayor resistencia a antibióticos.
- La posibilidad de generar en la baya de vid un número distinto de semillas supone una evolución vegetativa diferente y se traduce en vinos de calidad diversa. En torno a esta idea se desarrolla una actuación específica entre número de semillas y la calidad deseada.
- Las fuerzas magnéticas tienen efectos biológicos sobre el desarrollo. Estudiados en el medio vitivinícola demuestran un efecto selectivo sobre la infección compleja de levaduras.
- La histamina puede acumularse en algunos productos de fermentación. Se encuentra una relación en vinos sobre la base de azúcares residuales, acetato de etilo, metanol y alcoholes superiores y como consecuencia de remanentes fitosanitarios.
- Al concepto de cambio climático se le imputa el alto grado de azúcar en la uva. No es así estrictamente sino que es consecuencia de un nuevo modelo de cultivo de la vid.

## Libros publicados
- Tratado de vinificación en tinto (2004) ISBN 978-84-89922-75-4.
- La crianza del vino tinto desde la perspectiva vitícola (2002) ISBN 84-89922-68-3
- Las variedades de la vid y las calidad de los vinos (2001) ISBN 84-7114-934-6
- La cata y el conocimiento de los vinos (1999). ISBN 84-89922-21-7
- La Rioja Alavesa y sus vinos (1997)
- Atlas de microscopía enológica (1993)
- Crianza y envejecimiento del vino tinto (1993) ISBN 84-87440-49-5
- Vinificación en tinto (1991) ISBN 84-87440-22-3
- Vinos y bebidas de Euskal-Herria (1990) ISBN 84-7148-260-6
- Cien años de Rioja Alta (col.) (1989)
- Estudios sobre elaboración artesana de vinos de Rioja (1986)
- Manual de elaboración de vinos (1984)
- Vinos de Castilla y León (col.) (1981) ISBN 84-500-7658-7
- Estudios sobre el vino de Rioja (1978) ISBN 84-400-4669-3

## Distinciones
- Medalla al Mérito en el Trabajo (2006), en su categoría de Oro, concedida por el Consejo de Ministros.[3]
- Riojano del Año (1987 y 1999)
- Medalla de Oro de La Rioja (1987)
- Medalla de Oro de la Asociación Española de Enólogos (1986)
- Miembro Correspondiente de la Academia Suiza del Vino (1982)
- Orden Civil del Mérito Agrícola, concedida por el Ministerio de Agricultura (1978).